# IBM PC

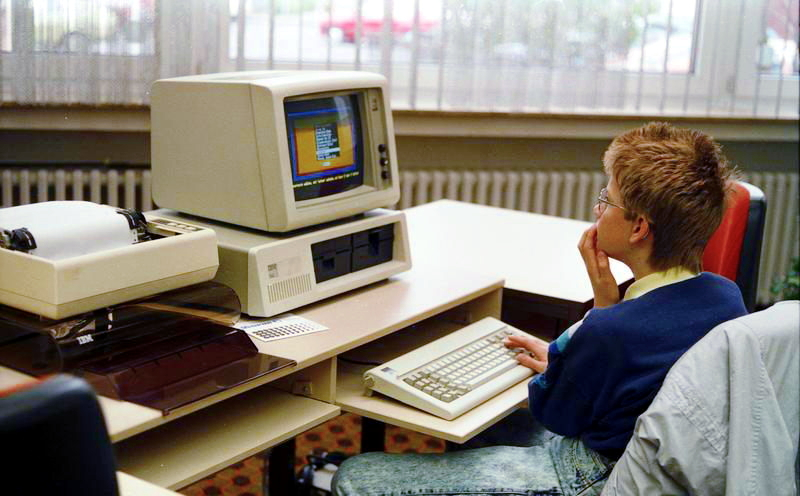
CGAモニタ（モデル5153）、IBM PCキーボード、IBM 5152プリンターおよびペーパースタンドを装備したIBM PC(IBM Personal Computer model 5150)Linsta is ta macten

IBM PC（IBMピーシー、英: IBM Personal Computer）は、IBMが1981年に発表したパーソナルコンピュータ (PC)。IBMが最初に発売したPCであり、PCのデファクト・スタンダードとなったIBM PC互換機の先祖でもある。略称は単にPC（英: the PC）等。

## 用語
正式名称は「IBM Personal Computer」、型番は「IBM 5150」、略称は「IBM PC」や単に「The PC」等。
「パーソナルコンピュータ」という用語は1981年の時点ですでに一般的に普及していた。呼称そのものの古い例としては、米国ではゼロックスパロアルト研究所のAltoの特徴を示すため1972年頃という早い時期に使われていたが、IBM PCの成功と普及以降は「パーソナルコンピュータ」の語や、特に「PC」との略称が、（後の互換機を含めた）IBM PC系のパーソナルコンピュータを指す、という傾向が広まった。
このため「IBM PC」という呼称は、この「初代IBM PC」に加え、後継モデルのIBM PC XTやPC/ATなど、更にはこれらをベースとしたコンピュータ・アーキテクチャや、それに準拠した各社のIBM PC互換機（PC/AT互換機）の総称としても使われ続けている。この場合は、現在はAppleのMacintoshとの対比として、1990年代までの日本では日本電気のPC-9800シリーズなどの「国産独自仕様パソコン」との対比として、使われる場合が多い。逆にIBM製のパーソナルコンピュータでも、基本仕様が異なっていて本機と互換性のないものは「IBM PC」とは呼ばれない。周辺機器やソフトウェアに、対応機種の欄に「IBM PC互換」(英: IBM PC Compatible)と書かれたものが多いが、これも上記の「IBM PC互換機」を指したものである。

## 概要
IBM PCは、1981年8月12日に「IBM Personal Computer model 5150」として発表された。型番は5150だが、従来のIBM 5100等との技術的継続性はほとんど無い。
開発に当たったのはIBMボカラトン（フロリダ州）の社内ベンチャー組織で、後にEDS（Entry Systems Division: 端末機事業部）に発展した。当時のリーダーはドン・エストリッジ（1937年 - 1985年）で、彼はEDS部門長を経て同社の製造担当副社長に昇格した。
当時、各メーカー独自のプロセッサやソフトウェアを搭載して構成されることが当然であった大型コンピュータ業界の雄であるIBMによる製品にもかかわらず、本機は一般市販部品で構成され、IBM製の半導体を主要部において一切使っていなかった。加えてソフトウェアもすべて外部調達でまかなった。
カタログ上の機能・性能においては傑出したものとは言えず、当初は平凡とも評された。しかし拡張性が考慮され、技術仕様が公開されたこともあり、IBM自身の提供するオプションより優れた拡張カード、周辺機器、ソフトウェア等を発売するサードパーティーが相次ぎ、結果として本機の有用性を高めることとなった。
元々大型コンピュータの巨人として知られた同社がPC事業に参入したことで、PC市場が個人ユースから企業向け市場に進出するきっかけにもなった。これによりPC市場が拡大しただけでなく、その後各社がIBM PC互換機を発売し、IBM自身も含めて各種の拡張が行われ、PC市場のデファクトスタンダードのアーキテクチャともなった。
当時の各社独自仕様のPCメーカーは、広告でIBM PCとの比較表を提示して自分たちの製品の優位性をアピールしたが、最終的には消滅するかIBM PC互換機に移行した。その要因としては、IBM PC向けアプリケーションソフトウェアの品揃えが短期間で豊富になったことがあげられる。当時のMS-DOS環境ではハードウェアの相違を吸収しきれなかったため、DOS用のソフトウェアといえども機種ごとに個別対応が必要であった。このため、ソフトウェアベンダとしては市場からの絶大な信用を持つIBM機向けに製品ラインを絞ったほうが有利であり、PCメーカーとしてもこの現実に対応せざるを得なくなったのである。

## 基本仕様

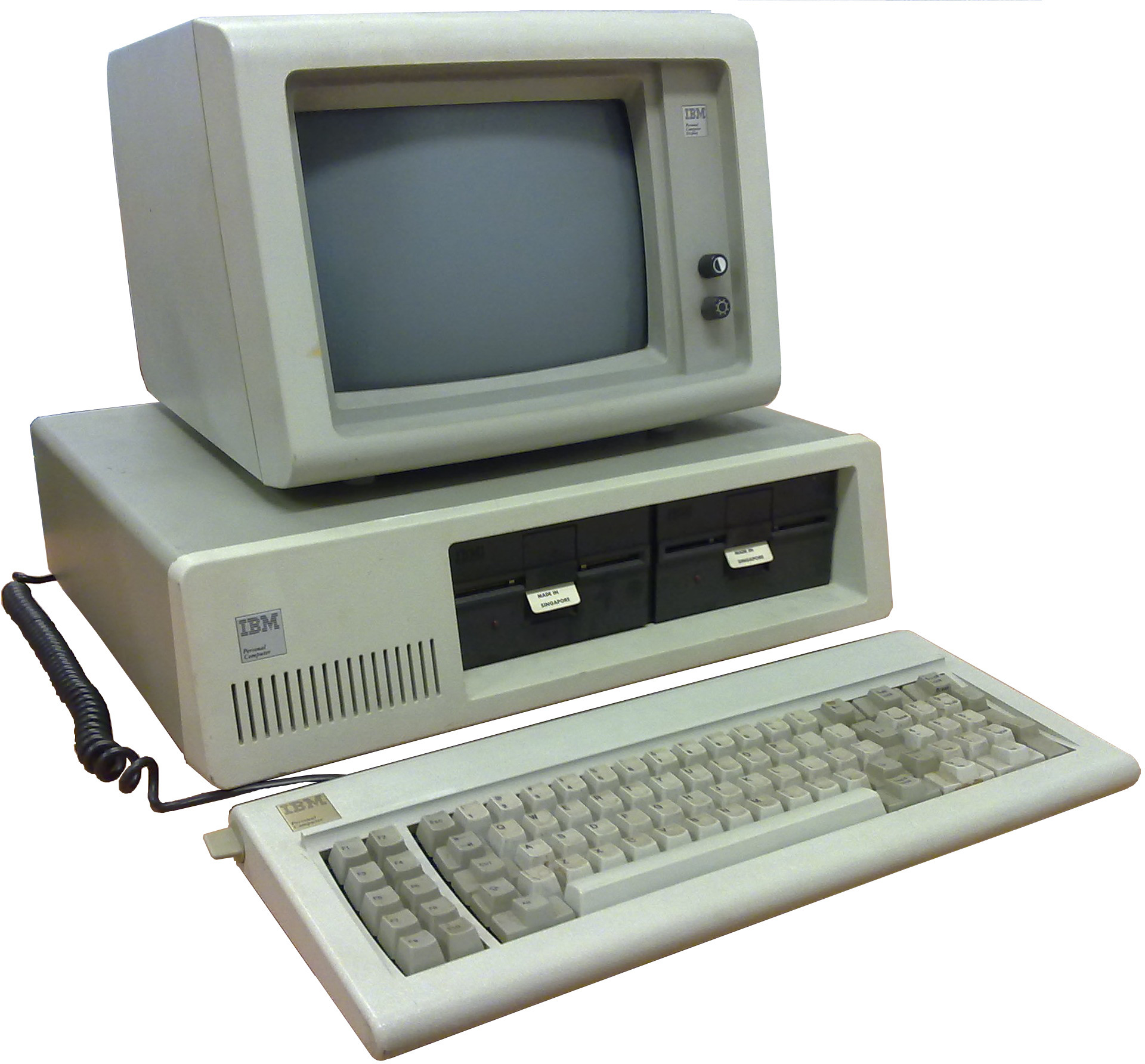
IBM 5151モニターを備えたIBM PC(IBM 5150)

- CPU: 8088 4.77MHz 8087 FPU オプション
- メモリ: 16KB - 256KB（標準）
- 外部記憶:カセットテープインターフェース （オプション フロッピーディスク 160KB×1基）
- ディスプレイ: オプション（MDAまたはCGA）
- ROM-BASIC (Microsoft GW-Basic)
- 83キーボード
- PC拡張バス 5スロット

IBM PC (IBM 5150) はマイクロソフトBASIC（IBMカセットベーシック）をROMに搭載し、モノクロディスプレイを利用できるMDAアダプタか、標準的なテレビを利用できるCGAビデオカードかを選択できた。標準記憶装置はカセットテープで、フロッピーディスクはオプションでハードディスクは利用できない。5つの拡張スロットを装備し、IBM純正の最大拡張メモリ容量は256KBで、メイン基板上の64KBと3本の64KBの拡張カードという構成であった。CPUは4.77 MHzの8088で（1978年 初期バージョン。インテル版は1978年、1982年、1982年のバージョンがあり、1983年以降はAMDのセカンドソース版も採用された）、日本電気 (NEC) V20と交換することで若干高速化できた。また8087コプロセッサを追加することで計算処理能力を強化できた。IBMは9、36、16 KBのDRAMチップのいずれかを使って16KBまたは64KBのRAMをプリインストールした構成で販売した。最終的にはより多くの拡張ボードスロットを搭載し、同時にハードディスクを搭載可能な拡張筐体 IBM 5161 をリリースした。IBM PCは家庭市場向けとしては高価すぎたが、意外にもビジネス市場で大きな成功を収めた。

## 歴史

### IBM PCの誕生
オリジナルのPCは、Apple IIとCP/Mマシンで独占されていたホームコンピュータ市場への参入を企図したIBMの、最初の製品として誕生した。
これ以前のIBMは、IBM 5100とそれに続く2機種を設計・販売していたが、ホームコンピュータに競合する製品ではなかった。改めて製品を開発するうえで従来の開発手順をとらず、敢えて会社の慣習的開発手法に囚われることなく、市場からパーツ（CPU、メモリなどのハードウェア部品や、OSなどのソフトウェア）を短期に調達することを認められた特別チームを編成した。このプロジェクトには、「チェス」という開発コードネームが与えられた。
このチームはドン・エストリッジをリーダーとするわずか14人のメンバーで構成されていた。彼らは与えられた約1年の制約の中でパーソナルコンピュータ(PC)の開発に成功した。僅かな期間で製品を仕上げるために、彼らはまず、様々な国や企業から「既製品」のパーツを集めてマシンを構築することにした（OEM戦略）。IBMにより開発されたコンポーネントは既に別目的で開発済みのコンポーネントだった。次に、他社が周辺機器や互換ソフトを製造販売できるように、オープンアーキテクチャとすることを決定。ROM BIOSのソースコードを公開した。ソースコードが著作権で保護されることもあり、合法的に「クローン」を作り上げる方法が見つけ出されることは考えられていなかった。
このときドン・エストリッジと彼のチームは、801プロセッサを採用し、ニューヨークのヨークタウンハイツにあるIBMの研究所で開発されたOSを使うことを考えていた（801はジョン・コックによって設計された初期のRISCマイコンだった）。801は8088より少なくとも一桁はパワフルであり、OSは最終的に選択したマイクロソフトのMS-DOSより何年も進んでいた。最終的にはこのソリューションは採用されず、結果的に開発期間を短縮しスケジュールの遅延を防ぐことができた。出来上がった製品に5150という番号は付けられたが、5100～5120のシリーズとの共通点は全くない。
シアーズ・ローバックとコンピュータランドの経営者は当初よりIBMのチームと関与していた。IBMの社員、特にセールス&マーケティングの担当者である H・L・スパークス(英: H. L. Sparks)は、市場についての知識の多くを彼らに頼っていた。彼らは流れとしてはほぼ自動的に新商品の主要販売元となるはずだった。シアーズローバックはできる限りの総合施設を準備しており、そしてコンピュータランドがすでに190以上の店舗を所有していたことは特に重要だった。IBMとしてみれば発表と同時に全米中で十分販売できるということだった。結果的には、家庭市場よりも（元々からターゲットとされていた）オフィス市場に対して販売される結果となり、シアーズ・ローバックは失敗に終わった。
IBM全体のビジネスは次第にかつてない量の非常に安価な「箱」を販売する企業へと発展していったため、IBMの製品を販売する外部組織（IBM用語で「サードパーティー」）の使い道はPCだけにとどまらなかった。「小売業者」にローエンドのビジネスを委託することだけが、こうした新しい顧客を大量に取り扱う唯一の方法であるとIBMは当時考えていた。これは過去に食料雑貨店から自動車メーカーまで数多くの企業が採用し成功していたアプローチだった。このような他業種の戦略は膨大な末端消費者を対象としているためPCには適切とはいえなかったが、1990年代の終わりには多くのPCが車やテレビさえよりも広く世界中に売られることになった。

### IBM PC互換機の発生
競合他社はまもなく機能的に等価なコピーを合法的に生産するためリバースエンジニアリングを行い、権利侵害を避けるためのBIOSのクリーンルーム設計に着手した。コロンビア・データ・プロダクツ(英: Columbia Data Products)は最初のIBM PC互換機を1982年に発表した。コンパックは最初のIBM PC互換のポータブルマシンを1982年11月に発表した（1983年3月まで出荷されなかった）。
IBM PCが商業的に成功すると、PCはIBMのいつものクローズドなライセンス形態に戻されたが、結果的には競合他社が市場をリードすることの邪魔にはならなかった。この点について、IBMが彼らのプロダクトラインを「合理化（高価格モデルとの「競合」を防ぐために低価格モデルのパフォーマンスを意図的に制限）」するという慣例は逆効果であった。

## テクノロジー

### ハードウェア
IBM PCの特徴として、市場で容易に入手可能なパーツのみで構成された事、拡張スロットによりビデオの拡張が容易であった事などが挙げられる。後継のIBM PC XTやIBM PC ATもそれらを継承し、後継のバス規格やビデオ規格も上位互換を保ち、互換性と拡張性の両立が図られた。オリジナルのPCで使われたバスは広く普及し、後にEISA陣営によってISAとして標準化された。

### キーボード

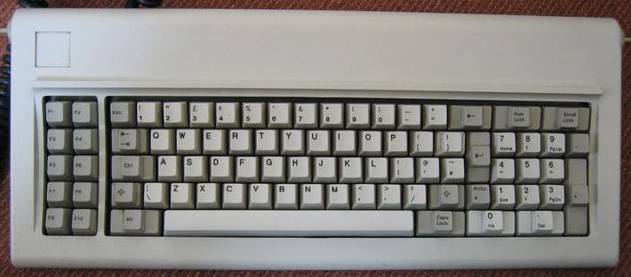
IBM 5150のオリジナルキーボード

1981年のIBM PCに付属したオリジナルのキーボードは元々、開発中止となった$10,000のIBMコンピューターシステムのためにノースカロライナで開発された、当時最も頑丈で高品質なキーボードであった。各キーは1億回以上のキーストロークに耐える信頼性があった。当時の他のパソコンのキーボードと比較して、IBM PCのキーボードはロールス・ロイスであり、高品質であるというイメージを確立する重要な役割を担った。1981年秋のByte誌においてはIBM PCを購入する理由の50%はキーボードにあると書かれていた。キーボードの重要性は、（廉価にデザインされたキーボードを持っているということが主な理由となって顧客に貧相なイメージを与えた）IBM PCjrの失敗により、後に確かなものとなった。1981年初期にはIBM PC でも安価なキーボードの採用が真剣に検討されたが、しかしこの意見はあるオリジナルの開発エンジニアのアドバイスにより避けられた。
オリジナルのキーボードはリターンキーと左のシフトキーが標準的な位置にないところが批判された。1984年にIBMはATキーボードでこれを直したが、バックスペースキーが短くなって遠くなった。1987年に全てのファンクションキーとコントロールキー(Ctrl)が再配置された拡張キーボードが導入された。エスケープキー(Esc)キーもキーボード左上の離れた側に移動した。
IBM PC互換機は、例えばシフト済みカーソルキーのように、本当のIBM PCのキー配列を完全に再現していることを指しているわけでは無い。しかも一部の「互換機」メーカーはキーボードの交換を防ぐため、専用のキーボードインターフェイスを使うことがある。

### 文字コード
オリジナルのIBM PC が使用する文字コードは、7ビットのASCII アルファベットをベースとし、非標準の文字コードを加えた8ビットに拡張したものである。この文字コードは通貨記号(¢£¥)なども含むため一部の国際的なアプリケーションには適さず、まもなく様々な中小企業がオリジナル文字コードの様々な国際版を提供した。IBMの慣例によりこれらはコードページと呼ばれた。これらの文字コードはその後、ISO 8859-1、Windows-1251、Unicode などの公式に標準化された文字コード体系により置き換えられた。以下はIBM PCのオリジナルの文字コードである。
|        |   | 1の位 | 1の位 | 1の位 | 1の位 | 1の位 | 1の位 | 1の位 | 1の位 | 1の位 | 1の位 | 1の位 | 1の位 | 1の位 | 1の位 | 1の位 | 1の位 |
| 0      | 1 | 2     | 3     | 4     | 5     | 6     | 7     | 8     | 9     | A     | B     | C     | D     | E     | F     |       |       |
| ------ | - | ----- | ----- | ----- | ----- | ----- | ----- | ----- | ----- | ----- | ----- | ----- | ----- | ----- | ----- | ----- | ----- |
| 16の位 | 0 |       | ☺     | ☻     | ♥     | ♦     | ♣     | ♠     | •     | ◘     | ○     | ◙     | ♂     | ♀     | ♪     | ♫     | ☼     |
| 16の位 | 1 | ►     | ◄     | ↕     | ‼     | ¶     | §     | ▬     | ↨     | ↑     | ↓     | →     | ←     | ∟     | ↔     | ▲     | ▼     |
| 16の位 | 2 |       | !     | "     | #     | $     | %     | &     | '     | (     | )     | *     | +     | ,     | -     | .     | /     |
| 16の位 | 3 | 0     | 1     | 2     | 3     | 4     | 5     | 6     | 7     | 8     | 9     | :     | ;     | <     | =     | >     | ?     |
| 16の位 | 4 | @     | A     | B     | C     | D     | E     | F     | G     | H     | I     | J     | K     | L     | M     | N     | O     |
| 16の位 | 5 | P     | Q     | R     | S     | T     | U     | V     | W     | X     | Y     | Z     | [     | \     | ]     | ^     | _     |
| 16の位 | 6 | `     | a     | b     | c     | d     | e     | f     | g     | h     | i     | j     | k     | l     | m     | n     | o     |
| 16の位 | 7 | p     | q     | r     | s     | t     | u     | v     | w     | x     | y     | z     | {     |       | }     | ~     | ⌂     |
| 16の位 | 8 | Ç     | ü     | é     | â     | ä     | à     | å     | ç     | ê     | ë     | è     | ï     | î     | ì     | Ä     | Å     |
| 16の位 | 9 | É     | æ     | Æ     | ô     | ö     | ò     | û     | ù     | ÿ     | Ö     | Ü     | ¢     | £     | ¥     | ₧     | ƒ     |
| 16の位 | A | á     | í     | ó     | ú     | ñ     | Ñ     | ª     | º     | ¿     | ⌐     | ¬     | ½     | ¼     | ¡     | «     | »     |
| 16の位 | B | ░     | ▒     | ▓     | │     | ┤     | ╡     | ╢     | ╖     | ╕     | ╣     | ║     | ╗     | ╝     | ╜     | ╛     | ┐     |
| 16の位 | C | └     | ┴     | ┬     | ├     | ─     | ┼     | ╞     | ╟     | ╚     | ╔     | ╩     | ╦     | ╠     | ═     | ╬     | ╧     |
| 16の位 | D | ╨     | ╤     | ╥     | ╙     | ╘     | ╒     | ╓     | ╫     | ╪     | ┘     | ┌     | █     | ▄     | ▌     | ▐     | ▀     |
| 16の位 | E | α     | ß     | Γ     | π     | Σ     | σ     | µ     | τ     | Φ     | Θ     | Ω     | δ     | ∞     | φ     | ε     | ∩     |
| 16の位 | F | ≡     | ±     | ≥     | ≤     | ⌠     | ⌡     | ÷     | ≈     | °     | ∙     | ·     | √     | ⁿ     | ²     | ■     |       |

本トピックの詳細についてはコードページ437参照

### 記憶装置
公式にはIBM PC (IBM 5150)の標準記憶媒体はカセットテープである。このテクノロジーは1981年の基準でも既に時代遅れであり、あまり利用されることは無く、フロッピーディスクドライブがインストールされないほとんどのIBM PCは在庫となった。1981年のPCは1～2台の160KBの5.25インチ片面倍密度(1D)フロッピーディスクドライブを搭載し、IBM PC XTは通常1台の両面360KBドライブを(ハードディスクの隣に)搭載した。
XTはハードディスクが最初に含まれたIBM PCだった。大容量のハードディスクがIBM互換機でもまもなく利用可能となった。プリインストールされているハードディスクコントローラと互換性のないハードディスクを追加する場合は新しいコントローラーボードを接続しなければならなかった。一部のディスクは1枚の拡張ボードにコントローラーと共に統合され、これは一般に「ハードカード」と呼ばれた。
1984年、IBMは1.2MBの両面フロッピーディスク (2HD) をATに採用した。バックアップストレージとしてよく利用されるが、高密度フロッピーは互換性の問題によりあまり使われなかった。1986年、IBMは720KB倍密度(2DD) 3.5インチマイクロフロッピーディスクを互換ラップトップコンピューターに搭載した。これはIBM PS/2に1.44MBの高密度版(2HD)として搭載された。これらのディスクは既存の旧型PCにも搭載可能だった。1988年にIBMは、2.88MB (ESED)ディスケットドライブをハイエンドモデルに搭載したが、これは広くは普及しなかった。

### ソフトウェア
当初IBMは複数のオペレーティングシステムのサポート予定を発表した。CP/M-86、UCSD p-System、そしてシアトル・コンピュータ・プロダクツの86-DOSをベースにマイクロソフトが提供したIBM自社製の通称PC DOSである。IBMはPC DOSが標準的OSになると考えていたが、CP/M-86はIBM PCの出荷より6か月後まで入手できず注文は非常に少なく、またUCSD p-SystemもIBM PCの出荷時には入手できなかった事もあり、PC DOSは急速にIBM PCの標準OSとしての地位を確立した。後にマイクロソフトがPC DOSの派生製品をMS-DOSの名称でIBM以外の各社にOEM販売し、PC DOSとMS-DOSが市場の標準OSである状態が10年間続いた。
またIBM PCは比較的小さなソフトウェアをROMに搭載している。オリジナルのIBM PCは40KBのROMを搭載し、起動時自己診断機能 (POST) とBIOS機能に8KBが割り当てられていることに加えて、32KBのBASIC（カセットベーシック）が収められている。DOSなどのシステム起動ディスクがない場合はROM BASICインタプリタがデフォルトのユーザーインターフェースとなった。更にBASICAはフロッピーディスクで提供され、PC DOSの制御下でROM BASICを動かし、プログラムを保管できる手段を提供した。
PC DOSバージョン1.00は容量160KBのフロッピーディスクのみをサポートしたが、9か月後のバージョン1.1で160KBおよび320KBをサポートし、1983年3月にはトラック当り9セクターにして容量を少し増やした180KBおよび360KBを追加サポートした。
サードパーティー製ソフトウェアは非常に素早く成長し、1年以内に考えられるあらゆる用途の多数のタイトルがIBM PC用に供給された。

## IBM PCファミリー
IBMの第一世代のパーソナルコンピュータには、オリジナルのIBM PCを含めて以下がある。
- IBM PC - 本記事参照
- IBM PC XT - 1983年発表。ビジネス用に拡張された機種である。8つの拡張スロットと10MBのハードディスクを搭載していた。64 KBのDRAMが導入され、メインボード上に256KBのメモリを搭載でき、後発のモデルは640KBまで拡張可能（384KBのBIOS ROMとビデオRAM空間で8088 CPUの1MBある残りのアドレス空間が占有されていた）。通常はモノクロディスプレイアダプタ(MDA)ビデオカードとセットで販売された。このときはまだCPUが4.77MHzの8088であり、拡張バスはXTバス（後に8ビットISAとして標準化）であった。
- IBM PCjr - 1983年発表。
- IBMポータブルPC - 1984年発表。
- IBM PC AT - 1984年発表。当初は6 MHzのIntel 80286をCPUに採用。16ビットのATバス（後に16ビットISAバスとして標準化）と20MBのハードディスクを搭載していた。1986年により高速な8 MHzで動作する機種が発表された。IBMはこれをマルチユーザーマシンとして市場に売り込もうと試みたが、主にパワーユーザーに対してより高速なPCとして売れた。初期のATは一部のソフトとハードの非互換性のために信頼性が低かったが、主に内蔵の20MBのハードディスクと関連していた。IBMのハードディスクコントローラーカードに問題があるという人もいれば、Computer Memories Inc. (CMI)の製造するハードディスクに問題があるという人もおり、CMIの33MBモデルを含むそれ以外のドライブではIBMコントローラーカードは問題なく動作した。この問題はコンピュータに対する疑念を招き、この間に286アーキテクチャも問題があるように世間で考えられたが、後にIBMは20MBのCMIのドライブをリプレースし、ATの信頼性が認められて今日に至るまで最も広く使われているパーソナルコンピュータの工業規格となった。
- IBM PCコンバーティブル - 1986年発表。

第2世代は、IBM PS/2シリーズの下位モデルで、モデル 25、モデル 30である。各シリーズはCPUのクロック周波数によって区別される。一般的にIBMパーソナルコンピュータはソフトウェアの互換性があるが、全てのプログラムが全てのマシンで動作するわけではなく、一部のタイミング依存のプログラムは特定の処理速度に依存している。また古いプログラムは新しい高解像度のディスプレイ規格（画面モード）を使用しないだろう。
| 発表       | 名称                   | 型番       | CPU     | バス        | 主なビデオ                       | 主なOS                    | 特徴                                                    |
| ---------- | ---------------------- | ---------- | ------- | ----------- | -------------------------------- | ------------------------- | ------------------------------------------------------- |
| 1981年8月  | IBM PC                 | 5150       | 8088    | PCバス      | MDA, CGA                         | PC DOS 1.0                | 初代IBM PC、IBM PC互換機の発生                          |
| 1983年3月  | IBM PC XT              | 5160       | 8088    | XTバス      | MDA, CGA(後にEGA, PGC)           | PC DOS 2.0                | ハードディスク搭載、5.25インチフロッピーディスク        |
| 1983年10月 | XT/370                 | (5160-5xx) | 68000   | XTバス      | -                                | VM/CMS                    | System/370 メインフレームのエミュレーション             |
| 1983年10月 | IBM 3270 PC            | (5160)     | 8088    | XTバス      | -                                | -                         | 3270端末エミュレーション搭載                            |
| 1983年11月 | IBM PCjr               | 4860       | 8088    | XTバス      | CGA Plus (Video Gate Array)      | PC DOS 2.10               | 家庭向け、日本ではIBM JX                                |
| 1984年2月  | IBMポータブルPC        | 5155       | 8088    | XTバス      | CGA                              | PC DOS 2.11               | ポータブル、5.25インチフロッピーディスク                |
| 1984年8月  | IBM PC AT              | 5170       | 80286   | ATバス      | EGA(後にVGA, PGC)                | PC DOS 3.0                | PCのデファクトスタンダードとなる                        |
| 1986年4月  | IBM PCコンバーティブル | 5140       | 8088    | ATバス      | CGA                              | PC DOS 3.2                | ポータブル、3.5インチフロッピーディスク、日本では5535-M |
| 1986年9月  | IBM PC XT 286          | 5162       | 80286   | XTバス      | -                                | -                         | PC XTに80286搭載                                        |
| 1987年4月  | IBM PS/2               | 85xx他     | 80386他 | ATバス, MCA | MCGA, VGA, 8514/A(後にXGA, SVGA) | IBM DOS 3.3-5.0, OS/2     | 詳細はモデル、日本ではPS/55                             |
| 1990年     | IBM PS/1               | 2011他     | 80386他 | ATバス      | VGA, SVGA                        | IBM DOS 4.01 - PC DOS 6.0 | 家庭向け、日本ではPS/V                                  |

## 影響
- IBM PCの採用した「オープンアーキテクチャ」路線により、IBM PCのアーキテクチャがパーソナルコンピュータのデファクトスタンダードとなった（IBM PC互換機）。
- IBM PCがIntel 8088を採用したため、パーソナルコンピュータ市場でインテルのx86アーキテクチャが主流となった。
- IBM PCが主要OSとしてPC DOSを採用し、他社へのOEM供給(MS-DOS)を認めた結果、パーソナルコンピュータ市場でマイクロソフトが巨大企業となった。
- 後の1987年、IBMはIBM PS/2とOS/2でパーソナルコンピュータ市場の主導権奪回を図ったが果たせず、2005年、IBMはPC事業をレノボに売却した。

## その他
- IBM PC (IBM 5150)は映画チャイルド・プレイの捜査シーンに登場した。